# Rebel (album de John Miles)
Pour les articles homonymes, voir Rebel.
Rebel est le premier album studio de John Miles, sorti en mars 1976 chez Decca Records

## Historique
Produit par Alan Parsons, Rebel est enregistré en un mois (de novembre à décembre 1975) au Abbey Road Studios.
Deux 45 tours extraits de l'album furent publiés : High Fly, qui se classe dix-septième du UK Singles Chart et Music, que Miles a écrit en une demi-heure, titre initialement conçu pour être une base pour d'autres chansons, mais en raison de son caractère distinctif, il a été conçu comme un morceau complet, qui deviendra un énorme succès commercial, en se hissant à la troisième place des charts britanniques. Music deviendra l'un des classiques de la carrière de Miles et de la musique pop rock des années 1970.

## Titres
Les titres sont écrits par John Miles et Bob Marshall, sauf ceux indiqués
| 1.       | Music                          | John Miles | 5:58 |
| 2.       | Everybody Wants Some More      |            | 3:38 |
| 3.       | High Fly                       |            | 3:53 |
| 4.       | You Have it All                |            | 7:01 |
| 5.       | Rebel                          |            | 3:19 |
| 6.       | When You Lose Someone So Young |            | 4:35 |
| 7.       | Lady of My Life                |            | 4:08 |
| 8.       | Pull the Damn Thing Down       | John Miles | 7:18 |
| 9.       | Music (reprise)                | John Miles | 2:11 |
| 42 min 1 |                                |            |      |